# Bayer 04 Leverkusen Fußball 2016-2017 (femminile)
Questa voce raccoglie le informazioni riguardanti il Bayer 04 Leverkusen Fußball nelle competizioni ufficiali della stagione 2016-2017.

## Divise e sponsor
Le tenute di gara erano le stesse del Bayer Leverkusen maschile. Il main sponsor era il gruppo assicurativo Barmenia mentre quello tecnico, fornitore delle tenute, era Jako.
|  | Casa | Trasferta | Terza tenuta |

## Organigramma societario
Come da sito ufficiale, al 4 febbraio 2017.
Area tecnica
- Allenatore: Malte Dresen
- Allenatore dei portieri: Philipp Birker
- Preparatore atletico: Alois Gmeiner
- Fisioterapista: Jacqueline Ciompala

## Rosa
Rosa, ruoli e numeri di maglia come da sito ufficiale, aggiornati al 26 marzo 2017.
| N. |                     | Ruolo | Calciatore          |
| -- | ------------------- | ----- | ------------------- |
| 1  | Germania (bandiera) | P     | Anna Klink          |
| 2  | Germania (bandiera) | D     | Frederike Kempe     |
| 3  | Germania (bandiera) | D     | Melissa Friedrich   |
| 4  | Germania (bandiera) | D     | Lena Schrum         |
| 5  | Germania (bandiera) | D     | Annike Krahn        |
| 7  | Germania (bandiera) | D     | Jessica Wich        |
| 8  | Germania (bandiera) | C     | Ramona Petzelberger |
| 9  | Germania (bandiera) | C     | Merle Barth         |
| 10 | Germania (bandiera) | A     | Turid Knaak         |
| 11 | Germania (bandiera) | A     | Nina Ehegötz        |
| 14 | Ungheria (bandiera) | C     | Henrietta Csiszár   |
| 15 | Germania (bandiera) | C     | Rebecca Knaak       |

| N. |                       | Ruolo | Calciatore        |
| -- | --------------------- | ----- | ----------------- |
| 16 | Germania (bandiera)   | C     | Laura Widak       |
| 17 | Germania (bandiera)   | C     | Marina Hegering   |
| 18 | Germania (bandiera)   | A     | Gianna Rackow     |
| 19 | Germania (bandiera)   | A     | Lisa Schwab       |
| 21 | Germania (bandiera)   | C     | Francesca Weber   |
| 22 | Portogallo (bandiera) | D     | Ana Oliveira      |
| 23 | Germania (bandiera)   | C     | Jil Ludwig        |
| 25 | Germania (bandiera)   | C     | Rieke Dieckmann   |
| 26 | Giordania (bandiera)  | C     | Sarah Abu Sabbah  |
| 29 | Germania (bandiera)   | P     | Leonie Doege      |
| 30 | Austria (bandiera)    | P     | Carolin Größinger |
| 31 | Svizzera (bandiera)   | D     | Rachel Rinast     |

## Calciomercato

### Sessione estiva
| Acquisti | Acquisti                    | Acquisti              | Acquisti   |
| R.       | Nome                        | da                    | Modalità   |
| -------- | --------------------------- | --------------------- | ---------- |
| P        | Carolin Größinger           | Union Kleinmünchen    | definitivo |
| D        | Melissa Friedrich           | 1. FFC Francoforte II | definitivo |
| D        | Rachel Rinast               | Colonia               | definitivo |
| D        | Lena Schrum                 | Colonia               | definitivo |
| C        | Ana Cristina Oliveira Leite | Borussia M'gladbach   | definitivo |
| C        | Henrietta Csiszár           | Lübars                | definitivo |
| C        | Rieke Dieckmann             | Meppen                | definitivo |
| C        | Jil Ludwig                  | Jahn Calden           | definitivo |
| A        | Nina Ehegötz                | Colonia               | definitivo |

| Cessioni | Cessioni         | Cessioni        | Cessioni                       |
| R.       | Nome             | a               | Modalità                       |
| -------- | ---------------- | --------------- | ------------------------------ |
| D        | Marisa Ewers     | Birmingham City | definitivo                     |
| D        | Carolin Simon    | Friburgo        | definitivo                     |
| C        | Sharon Beck      | Hoffenheim      | definitivo                     |
| C        | Anna Gasper      | Turbine Potsdam | definitivo                     |
| C        | Katharina Prinz  | Meppen          | definitivo                     |
| C        | Jana Schwanekamp | Colonia II      | aggregata alla squadra riserve |
| A        | Kristina Šundov  | Basilea         | definitivo                     |

### Sessione invernale
| Acquisti | Acquisti      | Acquisti             | Acquisti   |
| R.       | Nome          | da                   | Modalità   |
| -------- | ------------- | -------------------- | ---------- |
| C        | Barbara Dunst | St. Pölten-Spratzern | definitivo |

| Cessioni | Cessioni          | Cessioni    | Cessioni   |
| R.       | Nome              | a           | Modalità   |
| -------- | ----------------- | ----------- | ---------- |
| P        | Carolin Größinger | Bergheim    | definitivo |
| A        | Gentjana Roçi     | Cloppenburg | definitivo |

## Risultati

### Frauen-Bundesliga

#### Girone di andata
| Arbitro: | Rafalski (Baunatal) |

|  |           |                 |
|  | Marcatori | 7’, 65’ Voňková |

| Arbitro: | Kunkel (Amburgo) |

|                         |           |  |
| Mittag 55’ Bachmann 57’ | Marcatori |  |

| Arbitro: | Söder (Ingolstadt) |

|                           |           |  |
| Meyer 72’ Škorvánková 90’ | Marcatori |  |

| Arbitro: | Müller-Schmäh (Potsdam) |

|  |           |                 |
|  | Marcatori | 22’ Lewandowski |

| Arbitro: | Schlemmer (Nußbach) |

|  |           |           |
|  | Marcatori | 22’ Barth |

| Arbitro: | Hussein (Bad Harzburg) |

|  |           |               |
|  | Marcatori | 66’ F. Dongus |

| Arbitro: | Diekmann (Dortmund) |

|                               |           |                       |
| Islacker 22’, 60’ Groenen 73’ | Marcatori | 16’ Weber 90’ Csiszár |

| Arbitro: | Heimann (Gladbeck) |

|                                |           |            |
| Birbaum 77’ (aut.) Knaak 90+1’ | Marcatori | 65’ Simons |

| Arbitro: | Wozniak (Herne) |

|           |           |  |
| Rauch 38’ | Marcatori |  |

| Arbitro: | Diekmann (Dortmund) |

|           |           |                                                               |
| Schwab 2’ | Marcatori | 31’, 47’ Anyomi 55’ Wilde 84’ (rig.) Ioannidou 90+1’ Hartmann |

| Arbitro: | Baitinger (Friesenheim) |

|                        |           |              |
| Kayikçi 27’ Magull 72’ | Marcatori | 70’ Hegering |

#### Girone di ritorno
| Arbitro: | Wozniak (Herne) |

|              |           |           |
| Hausicke 12’ | Marcatori | 76’ Barth |

| Arbitro: | Wacker (Lehrensteinsfeld) |

|           |           |                                                                                                |
| Knaak 34’ | Marcatori | 9’, 83’ Popp 13’ Fischer 54’ Bussaglia 76’ Bernauer 82’ Peter 86’ Van Egmond 87’ Graham Hansen |

| Arbitro: | Biehl (Siesbach) |

|  |           |                                 |
|  | Marcatori | 31’, 67’ Damnjanović 83’ Burger |

| Arbitro: | Weigelt (Lipsia) |

|            |           |  |
| Lotzen 10’ | Marcatori |  |

| Leverkusen 2 aprile 2017, ore 14:00 CEST 16ª giornata | Bayer Leverkusen   | 0 – 0 referto | MSV Duisburg | Ulrich-Haberland-Stadion (538 spett.)\| Arbitro: \| Heimann (Gladbeck) \| |
| Arbitro:                                              | Heimann (Gladbeck) |               |              |                                                                           |

| Arbitro: | Stolz (Pritzwalk) |

|                                  |           |            |
| Moser 31’, 76’ (rig.) Zeller 36’ | Marcatori | 74’ Rinast |

| Arbitro: | Diekmann (Dortmund) |

|                              |           |                          |
| Schwab 5’ Barth 90+1’ (rig.) | Marcatori | 29’ Pawollek 75’ Schmidt |

| Arbitro: | Westerhoff (Bochum) |

|                       |           |           |
| Aerts 74’ Lohmann 85’ | Marcatori | 72’ Knaak |

| Arbitro: | Rafalski (Baunatal) |

|                  |           |                |
| Barth 60’ (rig.) | Marcatori | 12’, 38’ Kemme |

| Arbitro: | Appelmann (Alzey) |

|                                                                    |           |             |
| Schüller 5’, 69’, 78’ Hartmann 45’ Martini 54’ Klasen 56’ Andō 88’ | Marcatori | 3’ Hegering |

| Arbitro: | Biehl (Siesbach) |

|            |           |                                   |
| Schwab 41’ | Marcatori | 21’ Kayikçi 49’ Starke 66’ Schöne |

### DFB-Pokal der Frauen
| Arbitro: | Baitinger (Friesenheim) |

|  |           |                                                         |
|  | Marcatori | 13’ (rig.) Barth 17’ Ehegötz 24’ Hegering 82’ Friedrich |

| Arbitro: | Wozniak (Herne) |

|  |           |                                                  |
|  | Marcatori | 21’ Weber 42’ Ehegötz 76’ Petzelberger 84’ Widak |

| Arbitro: | Biehl (Siesbach) |

|                                                      |           |  |
| Knaak 45’, 78’ Schwab 55’, 85’ Henrietta Csiszár 66’ | Marcatori |  |

| Arbitro: | Kunkel (Amburgo) |

|  |           |                      |
|  | Marcatori | 14’ Knaak 20’ Schwab |

| Arbitro: | Wacker (Lehrensteinsfeld) |

|  |           |                                      |
|  | Marcatori | 10’, 16’, 61’ Burger 35’ Damnjanović |

## Statistiche

### Statistiche di squadra
| Competizione         | Punti | In casa | In casa | In casa | In casa | In casa | In casa | In trasferta | In trasferta | In trasferta | In trasferta | In trasferta | In trasferta | Totale | Totale | Totale | Totale | Totale | Totale | DR  |
| Competizione         | Punti | G       | V       | N       | P       | Gf      | Gs      | G            | V            | N            | P            | Gf           | Gs           | G      | V      | N      | P      | Gf     | Gs     | DR  |
| -------------------- | ----- | ------- | ------- | ------- | ------- | ------- | ------- | ------------ | ------------ | ------------ | ------------ | ------------ | ------------ | ------ | ------ | ------ | ------ | ------ | ------ | --- |
| Frauen-Bundesliga    | 9     | 11      | 1       | 2       | 8       | 8       | 28      | 11           | 1            | 1            | 9            | 8            | 25           | 22     | 2      | 3      | 17     | 16     | 53     | -37 |
| DFB-Pokal der Frauen | -     | 2       | 1       | 0       | 1       | 5       | 4       | 3            | 3            | 0            | 0            | 10           | 0            | 5      | 4      | 0      | 1      | 15     | 4      | +11 |
| Totale               | -     | 13      | 2       | 2       | 9       | 13      | 32      | 14           | 4            | 1            | 9            | 18           | 25           | 27     | 6      | 3      | 18     | 31     | 57     | -26 |

### Andamento in campionato
| Giornata  | 1 | 2 | 3  | 4  | 5  | 6  | 7  | 8  | 9  | 10 | 11 | 12 | 13 | 14 | 15 | 16 | 17 | 18 | 19 | 20 | 21 | 22 |
| --------- | - | - | -- | -- | -- | -- | -- | -- | -- | -- | -- | -- | -- | -- | -- | -- | -- | -- | -- | -- | -- | -- |
| Luogo     | C | T | T  | C  | T  | C  | T  | C  | T  | C  | T  | T  | C  | C  | T  | C  | T  | C  | T  | C  | T  | C  |
| Risultato | P | P | P  | P  | P  | P  | P  | V  | P  | P  | P  | N  | P  | P  | P  | N  | P  | N  | V  | P  | P  | P  |
| Posizione | 9 | 9 | 11 | 11 | 10 | 10 | 10 | 10 | 10 | 11 | 11 | 11 | 11 | 11 | 11 | 11 | 11 | 11 | 11 | 11 | 11 | 11 |

Legenda:

Luogo: C = Casa; T = Trasferta. Risultato: V = Vittoria; N = Pareggio; P = Sconfitta.

### Statistiche delle giocatrici
| Giocatore       | Frauen-Bundesliga | Frauen-Bundesliga | Frauen-Bundesliga | Frauen-Bundesliga | DFB-Pokal der Frauen | DFB-Pokal der Frauen | DFB-Pokal der Frauen | DFB-Pokal der Frauen | Totale   | Totale | Totale      | Totale     |
| Giocatore       | Presenze          | Reti              | Ammonizioni       | Espulsioni        | Presenze             | Reti                 | Ammonizioni          | Espulsioni           | Presenze | Reti   | Ammonizioni | Espulsioni |
| --------------- | ----------------- | ----------------- | ----------------- | ----------------- | -------------------- | -------------------- | -------------------- | -------------------- | -------- | ------ | ----------- | ---------- |
| S. Abu-Sabbah   | 0                 | 0                 | 0                 | 0                 | -                    | -                    | -                    | -                    | 0        | 0      | 0           | 0          |
| M. Barth        | 20                | 4                 | 5                 | 1                 | 5                    | 1                    | 0                    | 0                    | 25       | 5      | 5           | 1          |
| H. Csiszár      | 20                | 1                 | 3                 | 0                 | 4                    | 1                    | 0                    | 0                    | 24       | 2      | 3           | 0          |
| R. Dieckmann    | 13                | 0                 | 2                 | 0                 | 4                    | 0                    | 0                    | 0                    | 17       | 0      | 2           | 0          |
| L. Doege        | 1                 | -3                | 0                 | 0                 | 0                    | 0                    | 0                    | 0                    | 1        | -3     | 0           | 0          |
| B. Dunst        | 10                | 0                 | 0                 | 0                 | 2                    | 0                    | 0                    | 0                    | 12       | 0      | 0           | 0          |
| N. Ehegötz      | 5                 | 0                 | 2                 | 0                 | 2                    | 2                    | 0                    | 0                    | 7        | 2      | 2           | 0          |
| M. Friedrich    | 2                 | 0                 | 0                 | 0                 | 1                    | 0                    | 0                    | 0                    | 3        | 0      | 0           | 0          |
| C. Größinger    | -                 | -                 | -                 | -                 | -                    | -                    | -                    | -                    | -        | -      | -           | -          |
| M. Hegering     | 15                | 2                 | 4                 | 0                 | 3                    | 1                    | 0                    | 0                    | 18       | 3      | 4           | 0          |
| F. Kempe        | 18                | 0                 | 0                 | 0                 | 4                    | 0                    | 0                    | 0                    | 22       | 0      | 0           | 0          |
| A. Klink        | 21                | -50               | 0                 | 0                 | 5                    | -4                   | 0                    | 0                    | 26       | -54    | 0           | 0          |
| R. Knaak        | 17                | 1                 | 0                 | 0                 | 3                    | 1                    | 0                    | 0                    | 20       | 2      | 0           | 0          |
| A. Krahn        | 18                | 0                 | 0                 | 0                 | 3                    | 0                    | 0                    | 0                    | 21       | 0      | 0           | 0          |
| A. Leite        | 9                 | 0                 | 1                 | 0                 | 2                    | 0                    | 0                    | 0                    | 11       | 0      | 1           | 0          |
| J. Ludwig       | 3                 | 0                 | 1                 | 0                 | 2                    | 0                    | 0                    | 0                    | 5        | 0      | 1           | 0          |
| R. Petzelberger | 13                | 0                 | 2                 | 0                 | 4                    | 1                    | 1                    | 0                    | 17       | 1      | 3           | 0          |
| G. Rackow       | 13                | 0                 | 0                 | 0                 | 3                    | 0                    | 0                    | 0                    | 16       | 0      | 0           | 0          |
| B. Reger        | 13                | 0                 | 0                 | 0                 | 3                    | 0                    | 0                    | 0                    | 16       | 0      | 0           | 0          |
| R. Rinast       | 20                | 1                 | 2                 | 0                 | 3                    | 0                    | 0                    | 0                    | 23       | 1      | 2           | 0          |
| G. Rochi        | 1                 | 0                 | 0                 | 0                 | 1                    | 0                    | 0                    | 0                    | 2        | 0      | 0           | 0          |
| H. Sahlmann     | -                 | -                 | -                 | -                 | -                    | -                    | -                    | -                    | -        | -      | -           | -          |
| L. Schrum       | 3                 | 0                 | 1                 | 0                 | 2                    | 0                    | 0                    | 0                    | 5        | 0      | 1           | 0          |
| L. Schwab       | 22                | 3                 | 3                 | 0                 | 5                    | 3                    | 1                    | 0                    | 27       | 6      | 4           | 0          |
| F. Weber        | 11                | 1                 | 0                 | 0                 | 2                    | 1                    | 0                    | 0                    | 13       | 2      | 0           | 0          |
| J. Wich         | 20                | 0                 | 2                 | 1                 | 4                    | 0                    | 1                    | 0                    | 24       | 0      | 3           | 1          |
| L. Widak        | 14                | 0                 | 0                 | 0                 | 2                    | 1                    | 0                    | 0                    | 16       | 1      | 0           | 0          |